# For No One
For No One (englisch für „Für niemand“) ist ein Lied der britischen Band The Beatles aus dem Jahr 1966. Es erschien auf dem Album Revolver. Geschrieben wurde das Lied von Paul McCartney, allerdings unter der bei den Beatles üblichen Autorenangabe Lennon/McCartney veröffentlicht.

## Hintergrund

Paul McCartney und Jane Asher

Das Lied beschreibt das Ende einer Liebesbeziehung und laut McCartney das „Gefühl der Zurückweisung“. Geschrieben hat er das Lied im März 1965 während der Dreharbeiten zu Help! in den österreichischen Alpen oder während eines gemeinsamen Skiurlaubs in der Schweiz mit seiner damaligen Freundin Jane Asher. Ursprünglich hieß das Lied Why Did It Die? John Lennon mochte das Lied und sagte 1980 dazu: „Einer meiner Favoriten von ihm. Ein schönes Stück Arbeit.“

## Aufnahme
For No One wurde im Mai 1966 in den Abbey Road Studios in London aufgenommen. Produzent war George Martin, assistiert von Geoff Emerick. George Harrison und John Lennon spielen auf der Aufnahme nicht. Am 9. Mai 1966 wurden zehn Takes mit Ringo Starr am Schlagzeug und Paul McCartney am Klavier aufgenommen. Anschließend wurde im Overdubverfahren das von McCartney gespielte markante Clavichord hinzugefügt. Dieses Instrument aus dem Privatbesitz von George Martin wurde hierzu aus Martins Haus in das Studio transportiert. Am 16. Mai 1966 nahm McCartney seinen Gesang auf.

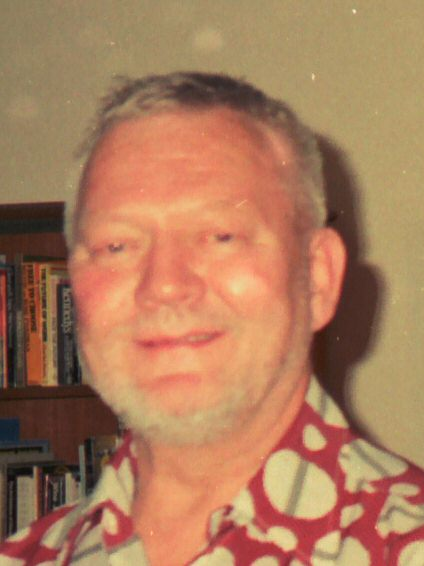
Alan Civil spielte in
For No One das Waldhorn

Das Solo in For No One wurde auf McCartneys Wunsch auf einem Waldhorn eingespielt. Gemeinsam mit George Martin hatte er das Solo komponiert und dabei bewusst eine Note verwendet, die außerhalb des üblichen Tonumfangs eines Waldhorns liegt.
Für die Aufnahmesession am 19. Mai 1966, bei der das Waldhornsolo aufgenommen werden sollte, wurde der britische Hornist Alan Civil gebucht. Dieser reagierte verwundert darauf, dass er einen Ton spielen sollte, für den ein Waldhorn nicht geeignet ist, schaffte es aber dennoch. George Martin berichtete später, dass McCartney nicht erkannte, wie brillant Civil das Solo gespielt hatte und ihn aufforderte, es besser zu spielen, worauf dieser sehr ungehalten reagierte. Das Solo wurde nicht wiederholt. Civil spielte 1967 erneut Waldhorn auf zwei weiteren Beatlesliedern: A Day in the Life und Sgt. Pepper’s Lonely Hearts Club Band.
Am 6. Juni 1966 wurde For No One Mono abgemischt – diese Fassung wurde verworfen und am 21. Juni 1966 wiederholt. An diesem Tag wurde For No One auch in Stereo abgemischt. Bei der Monoversion von For No One hat der Gesang mehr Dominanz im Vergleich zur Stereoversion.

## Veröffentlichungen
- Am 28. Juli 1966 erschien in Deutschland das elfte Beatles-Album Revolver, auf dem For No One enthalten ist. In Großbritannien wurde das Album erst am 5. August 1966 veröffentlicht, dort war es das siebte Beatles-Album.
- In den USA wurde For No One auf dem dortigen 13. Album Revolver (US-Version) am 5. August 1966 veröffentlicht.
- Als Single wurde das Lied nicht veröffentlicht.
- Am 28. Oktober 2022 erschien die Jubiläumsausgabe des von Giles Martin und Sam Okell neuabgemischten Albums Revolver (Super Deluxe Box), auf dieser befinden sich, neben der Monoversion, die Version (Take 10 / Backing Track).

## Coverversionen
Seit der Veröffentlichung wurden von For No One zahlreiche Coverversionen veröffentlicht, darunter von Cilla Black, Liza Minnelli, Maceo Parker, Emmylou Harris, Rickie Lee Jones, Anne Sofie von Otter mit Elvis Costello, Rick Springfield, Diana Krall, Sharon Tandy und Meret Becker. Paul McCartney veröffentlichte 1984 eine Neuaufnahme des Stücks auf dem Soundtrack seines Musikfilms Broad Street.